# Viaduc de la Gascarie
Le viaduc de la Gascarie est un pont-rail français situé sur le territoire de la commune de Rodez, dans le département de l'Aveyron en Région Occitanie. Il porte la ligne Castelnaudary - Rodez. C'est un des trois viaducs ferroviaires construits autour de Rodez au XIXe siècle.

## Histoire
Le viaduc de la Gascarie a été construit à la fin du XIXe siècle. Il est mis en service en 1897.

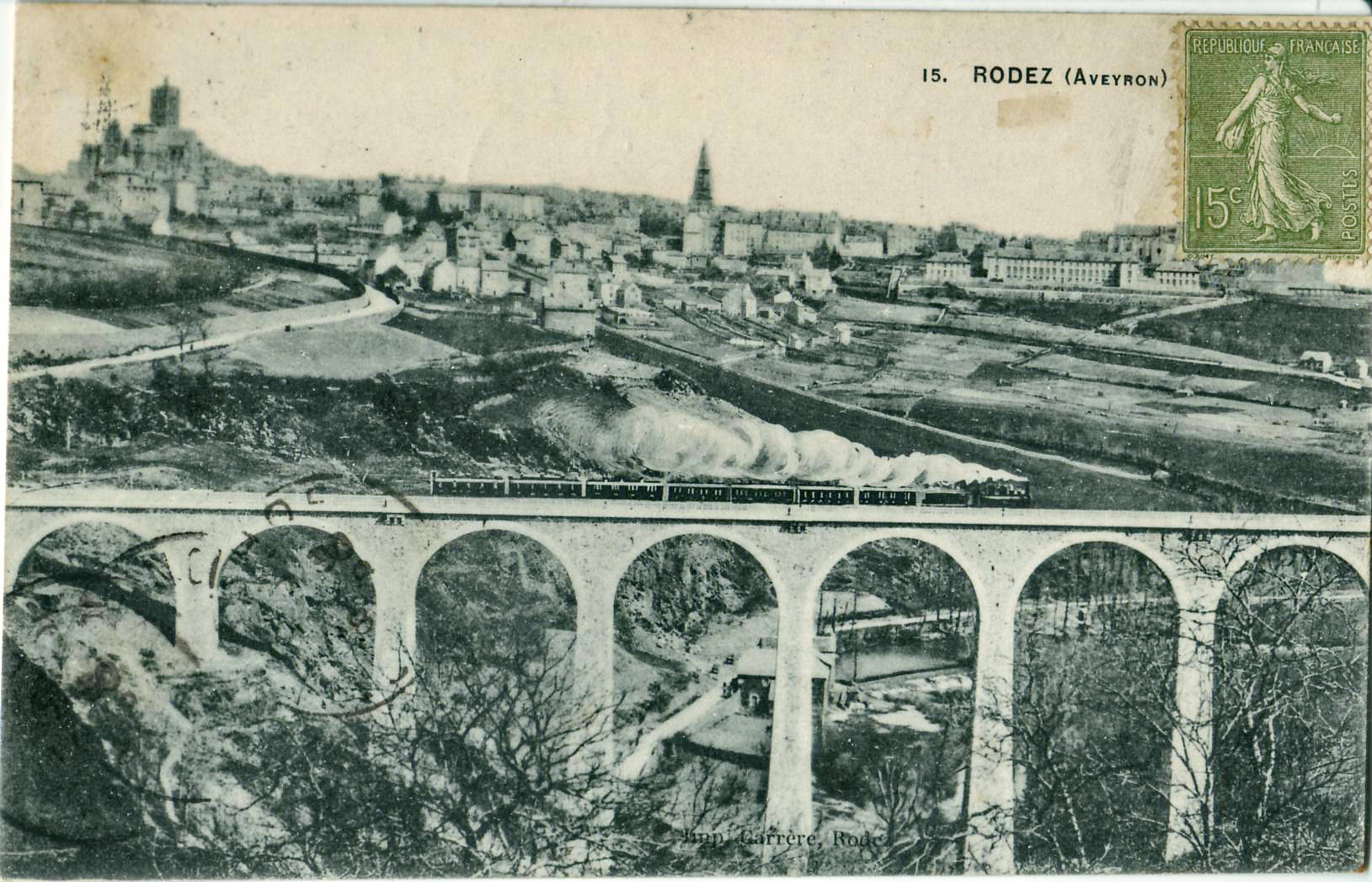
Le viaduc dans les années 1910

## Géographie
Ce viaduc franchit la vallée de l'Aveyron. Il a été construit pour desservir la gare Paraire de Rodez avant qu'elle ne soit désaffectée.

## Caractéristiques
Le viaduc est long de 296 m, construit en pierre avec des arches en arc de plein-cintre.